# ماده‌باوری حذف‌گرا
ماده باوری حذف گرا یا فیزیکالیسم حذفی، نظریه‌ای ماتریالیستی در فلسفه ذهن است. ادعای اصلی در این شاخه این است که فهم باور عرفی مردم از ذهن (که به نام روان‌شناسی عامیانه شناخته می‌شود) غلط است و کلاس‌های مشخصی از حالات ذهنی که بسیاری از مردم به آن باور دارند اصلاً وجود ندارد. برخی از حذف گراها برا این باورند که هیچ پایهٔ عصبی برای بسیاری از مفاهیم روزمره روان‌شناسی مانند "باور" و "تمایل" وجود ندارد زیرا چنین مفاهیمی بسیار ضعیف تعریف شده‌اند. به جای آن آن‌ها بر این باورند که مفاهیم روانشناختی رفتار و تجربه تنها بر اساس این که چقدر خوب می‌توان آنها را به سطح بیولوژیکی کاهش داد قضاوت شوند. نسخه‌های دیگر از ماده باوری حذف گرا عدم وجود حالات ذهنی مانند درد و ادراک تصویری را در خود دارند. حذف گرایی در تقابل با ماتریالیسم کاهش‌گرا است که در آن بر این باورند که حالت ذهنی به خوبی تعریف شده‌است و پیشرفت‌های بعدی جزئیات بیشتر آن را نشان می‌دهد.
حذف گرایی در مورد یک کلاس از موجودیت‌ها بر این باور است که آن موجودیت‌ها اصلاً وجود ندارند. به‌طور مثال تمام فرم‌های ماتریالیسم در مورد موجودیت "روح" یا نفس، حذف گرا هستند، شیمی‌دان‌های مدرن در مورد "فلوژیستون" حذف گرا هستند و نیز فیزیک مدرن در مورد "اتر" حذف گراست. ماتریالیسم حذف گرا ایده نسبتاً جدیدی(۱۹۶۰–۱۹۷۰) است که که نسبت به وجود کلاس خاصی از حالات ذهنی مانند "باور"،"تمایل" و حس سوبژکتیو درد حذف گرا است. نسخه‌های بسیار متداول حذف گرایی درباره "تمایلات گزاره‌ای"(propositional attitudes) توسط پاول و پاتریشیا چرچلند ارائه شده‌است. همچنین حذف گرایی در مورد "کیفیات ذهنی" توسط دنیل دنت و جرج ری ارائه شده‌است. از آنجا که ماتریالیسم حذف گرا بر این عقیده است که پیشرفت علم نشان خواهد داد که هیچ پایه‌ای برای پدیده‌های ذهنی وجود ندارد باید منتظر پیشرفت علم در این زمینه‌ها بماند.